# 1751 în literatură
Anul 1751 în literatură a implicat o serie de evenimente și cărți noi semnificative.  

## Cărți noi
- John Arbuthnot - Miscellaneous Works (postum)
- John Gilbert Cooper - Cursory Remarks on Mr. Warburton's New Edition of Mr. Pope's Works
- Henry Fielding - An Enquiry into the Causes of the Late Increase of Robbers
- James Harris - Hermes
- Henry Home, Lord Kames - Essays on the Principles of Morality and Natural Religion
- David Hume - An Enquiry Concerning the Principles of Morals
- John Jortin - Remarks on Ecclesiastical History
- Alexander Pope - The Works of Alexander Pope (ed. William Warburton)
- Catharine Trotter Cockburn - The Works of Mrs. Catharine Cockburn
- John Wesley - Serious Thoughts upon the Perseverance of Saints
- Benjamin Whichcote - Works

### Ficțiune
- John Cleland - Memoirs of a Coxcomb
- Francis Coventry - The History of Pompey the Little
- Henry Fielding - Amelia
- Eliza Haywood - The History of Miss Betsy Thoughtless
- Tobias Smollett - The Adventures of Peregrine Pickle

### Poezie
- Richard Owen Cambridge - The Scribleriad
- Thomas Cooke - An Ode on the Powers of Poetry
- Nathaniel Cotton - Visions in Verse
- Thomas Gray - Elegy Written in a Country Churchyard
- Soame Jenyns - The Modern Fine Lady
- Mary Leapor - Poems